# Grünwald-Rundkurs

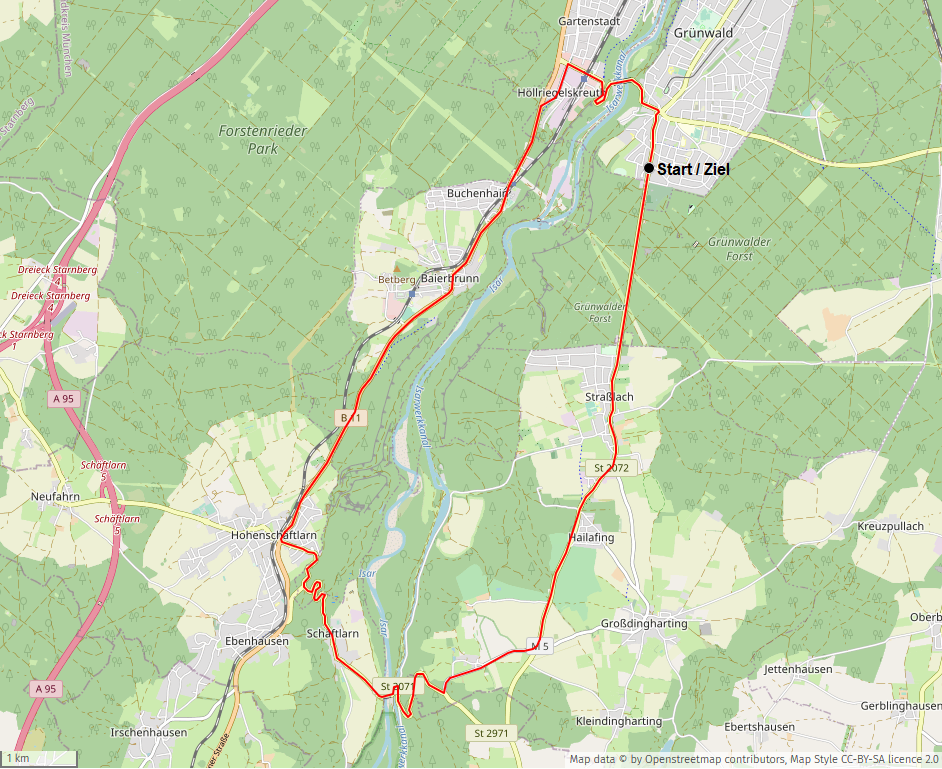
Streckenverlauf des Grünwald-Rundkurs

Der Grünwald-Rundkurs war ein Rundkurs für das Straßenrennen der Männer im Rahmen der Radsportwettbewerbe bei den Olympischen Sommerspielen 1972 in München. Das Mannschaftszeitfahren hingegen fand auf der Bundesautobahn 95 statt.

## Streckenverlauf
Der Grünwald-Rundkurs war insgesamt 22,8 km lang, insgesamt musste er während des Rennens achtmal durchfahren werden, was eine Gesamtdistanz von 182,4 km ergab. Insgesamt verfügte der Rundkurs über einen Höhenunterschied von circa 210 Metern.
Der Start und das Ziel befanden sich in Grünwald an der Kreuzung Tölzer/Zugspitzstraße. Von dort aus verlief der Kurs mit einer leichten Steigung in Richtung Süden durch den Grünwalder Forst in die Gemeinde Straßlach, die durchfahren werden musste. Im weiteren Verlauf ging es über den Stadtteil Hailafing vorbei am Gelände des Münchener Golf Clubs nach Beigarten. Hier folgte eine längere Abfahrt entlang an der dortigen Marienkapelle und nach 9 Kilometern wurde die Isar am Gasthaus zum Brückenfischer überquert. Nun ging es wieder entlang des Klosters bergauf, über die Serpentinen des Schäftlarner Bergs nach 12 km in das Zentrum von Schäftlarn, wo die Fahrer vor dem Bahnhof nach rechts in die Münchner Straße abbogen. Von dort aus ging es weiter über die Bundesstraße 11 durch Baierbrunn und den Ortsteil Buchenhain. Nach 19,5 km erreichten sie den Bahnhof Höllriegelskreuth-Grünwald und überquerten beim Brückenwirt erneut die Isar über die Grünwalder Brücke. Über die Emil-Geis-Straße, vorbei an der Burg Grünwald führte der Kurs wieder auf die Tölzer Straße zu Start und Ziel.